# Шелест, Григорий Леонтьевич
Григорий Леонтьевич Шелест (род. 3 мая 1937) — советский рабочий, новатор производства, бригадир рабочих очистного забоя шахты «Анненскаz» треста «Кадиевуголь» города Брянки Ворошиловградской области. Герой Социалистического Труда (30 марта 1971). Член ЦК КПУ в 1971—1976 г.

## Биография
Окончил Брянское городское профессионально-техническое училище.
С 1950-х годов — горный рабочий, бригадир рабочих очистного забоя шахты «Анненская» треста «Кадиевуголь» города Брянки Ворошиловградской области. Бригада Шелеста первой на шахтах города Брянки ввела горный комбайн КМ-87 и доказала среднесуточную добычу угля до 1000 тонн.
Член КПСС с 1960 года.
Без отрыва от производства окончил Коммунарский горно-металлургический институт Ворошиловградской области.
Потом — на пенсии в городе Луганске.

## Награды
- Герой Социалистического Труда (30.03.1971)
- орден Ленина (30.03.1971)
- ордена
- медали